# Ermita de Sant Antoni (Peníscola)
L'ermita de Sant Antoni de Peníscola (Baix Maestrat, País Valencià) està situada en la Serra d'Irta, sobre la muntanya de la Mola, a uns 5 quilòmetres del nucli urbà.

## Història
En 1416 Benet XIII concedeix indulgències als que visiten la capella de Sant Antoni, edifici minúscul a prop de l'actual ermita.
L'actual edifici probablement fou iniciat en el segle xv però l'ampliació principal comença en els anys centrals del segle xvii, i fou continuada en 1675 pel picapedrer Pere Bordes. Les obres estaven enllestides en 1684 doncs en aquesta data és contractat l'escultor Alexandre Guasch per realitzar el retaule central. En 1688 fou inaugurat el temple amb la translació del sant. Durant el segle xviii es realitzen reformes com ho demostra la data de 1706 gravada en la porxada de l'hostatgeria. I el cor fou construït en els anys 1854-1855.
Ocasionalment ha servit de parròquia de Peníscola, com va ocórrer durant la Guerra del Francés.
Al llarg dels últims anys s'han dut a terme diverses tasques de restauració i millora en el seu entorn i la mateixa ermita.

## Arquitectura
El conjunt, de tipologia popular, està format per la mateixa ermita, la casa de l'ermità i l'hostatgeria, que delimiten un pati des de la muralleta del qual s'albira una bona panoràmica del litoral. A la part inferior d'aquesta muralleta es troba l'ermita original, actualment en runes, que podria ser d'un romànic rural molt simple.
L'ermita presenta una nau única rectangular dividida en dos trams per un arc de mig punt coberta amb volta de canó, menys la capçalera que es cobreix amb volta bufada. Té cor alt als peus i el presbiteri és més estret. El temple mesura 21,4 metres de llarg per 6,9 metres d'ample, i uns 7 metres d'alt.
La façana presenta una senzilla porta adovellada de mig punt, i per damunt, una finestra, i en la cornisa, una espadanya. Hi ha instal·lada una menuda campana en la finestra, deixant l'espadanya buida.

## Festivitat i tradicions
Anualment, el diumenge següent a la Pasqua de Resurrecció, es realitza un tradicional romiatge a aquesta ermita des de Peníscola.
La festivitat de Sant Antoni comença a les nou del matí amb una missa a la parròquia de Santa Maria, a la ciutat vella. Després surt una processó pels carrers, que acaba a la Plaça de Bous, i després d'una benedicció, la gent comença el romiatge fins a l'ermita que està situada al sud de la població, passant per paratges com el Racó Calent i la Capelleta. Finalment s'arriba a l'ermita, on es fa una altra missa, a les onze del matí. La gent puja a dinar, i es porta el menjar o participa de la paella popular. En acabar el dinar comença el ball fins ben entrada la nit.
Sant Antoni és patró de Peníscola, compartint el patronatge amb la Mare de Déu de l'Ermitana.

## Galeria d'imatges

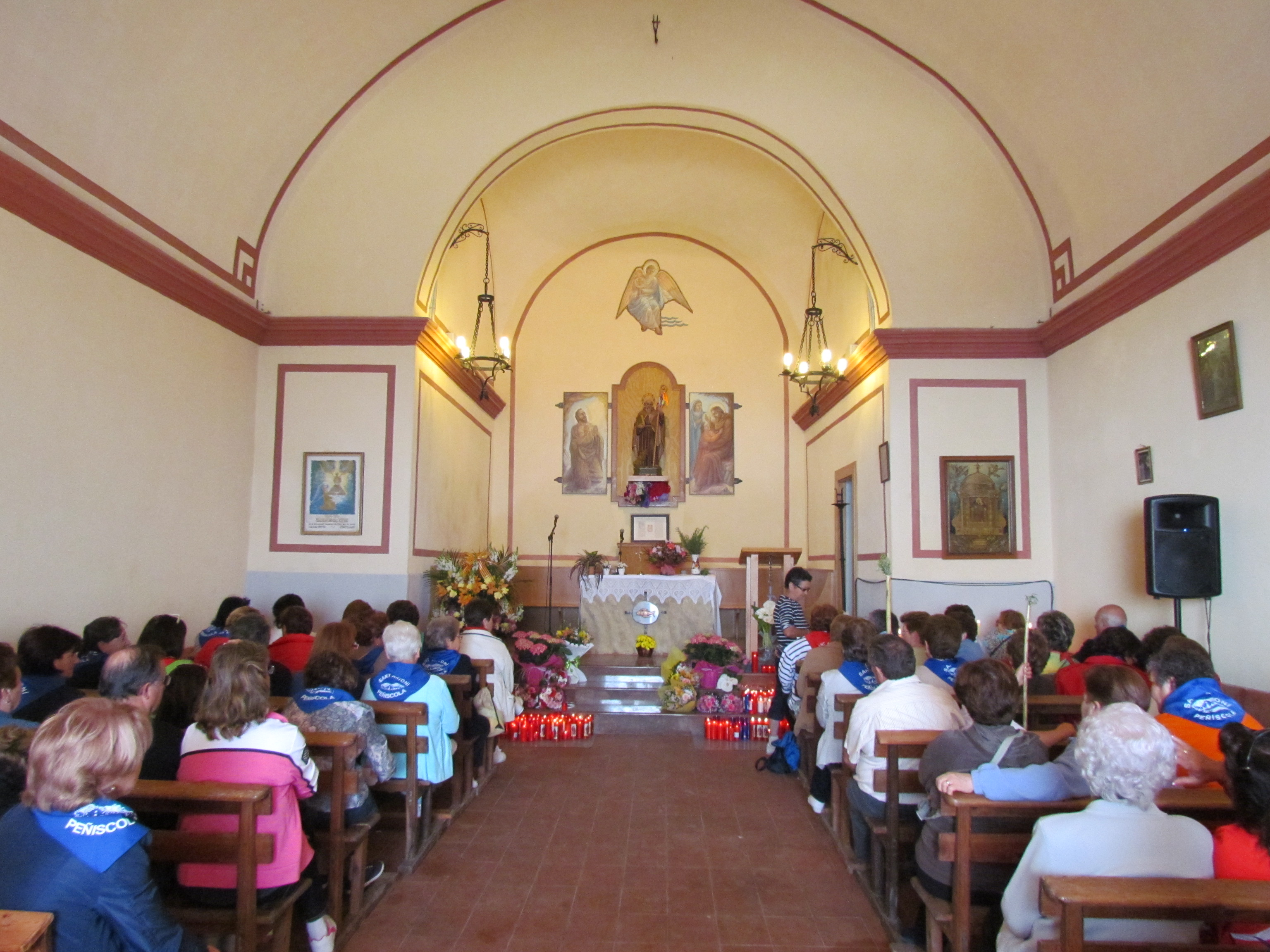
Interior
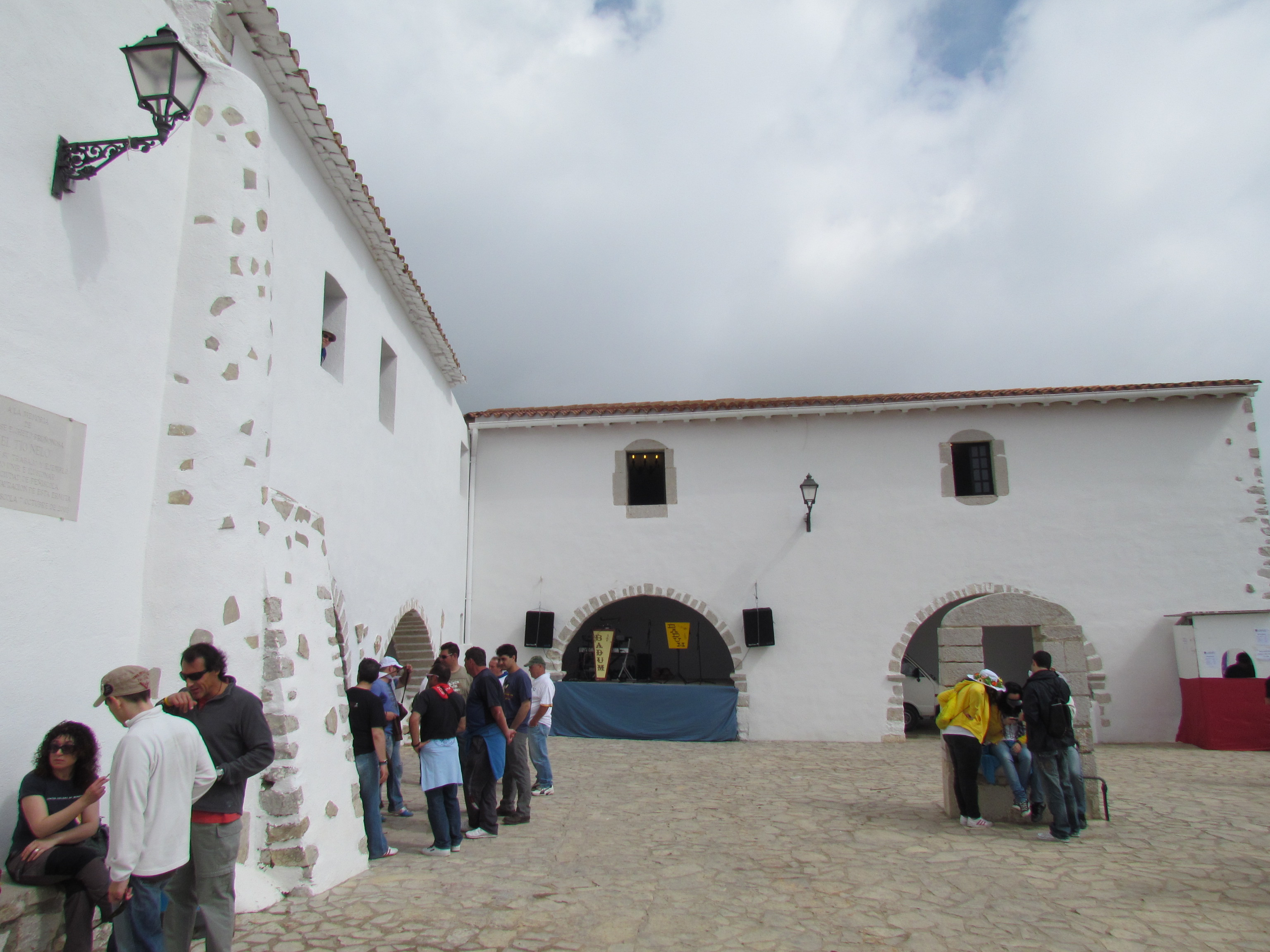
Hostatgeria
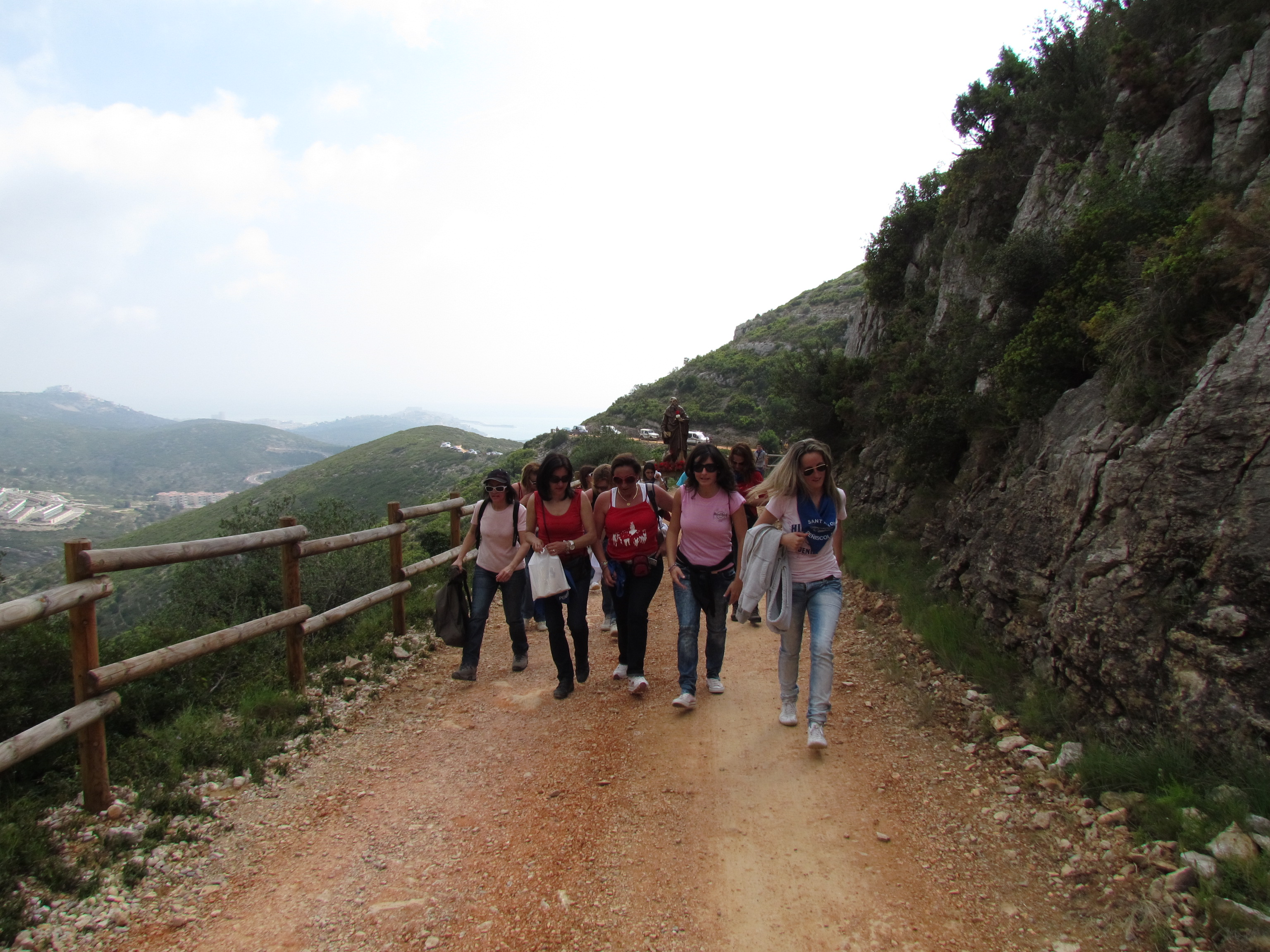
Romeria de Sant Antoni 2011: pujada del sant